# Russ
Russ é uma comuna francesa na região administrativa de Grande Leste, no departamento Baixo Reno. Estende-se por uma área de 11,59 km². Em 2010 a comuna tinha 1 260 habitantes (densidade: 108,7 hab./km²).